# Bactericera arbolensis
Bactericera arbolensis är en insektsart som först beskrevs av Crawford 1910.  Bactericera arbolensis ingår i släktet Bactericera och familjen spetsbladloppor. Inga underarter finns listade i Catalogue of Life.